# Elección papal de 1216
La elección papal del 18 de julio de 1216 fue convocada después de la muerte del Papa Inocencio III en Perugia (16 de julio de 1216). Allí resultó elegido el cardenal Cencio Camerario Savelli, quién tomó el nombre de Honorio III.

## Colegio Cardenalicio
En 1216 existían 25 cardenales en el Colegio cardenalicio, incluyendo 23 cardenales de la curia y dos "cardenales externos", que no residían en la curia papal. Se sabe que 17 prelados participaron en la elección.

### Presentes
- Nicolás de Romanis, decano del Colegio Cardenalicio.
- Ugolino di Segni
- Guido Papareschi
- Pelagio Galvani
- Cinzio Cenci
- Cencio Savelli, camarlengo del Colegio Cardenalicio. Elegido Papa Honorio III.
- Giovanni Colonna di Carbognano
- Gregorio Gualgano
- Robert Curson
- Peter of Benevento
- Stefano di Ceccano, O.Cist., camarlengo de la Santa Iglesia Romana.
- Tommaso da Capua, vicecanciller papal.
- Guido Pierleone, protodiácono.
- Ottaviano dei conti di Segni
- Gregorio Crescenzi
- Romano Bonaventura
- Stefano de Normandis dei Conti

### Ausentes
- Benedetto
- Ruggiero di San Severino, arzobispo de Benevento.
- Leone Brancaleone, C.R.S.F., legado papal en Lombardía.
- Guala Bicchieri, legado papal en Inglaterra.
- Stephen Langton, arzobispo de Canterbury (1207-1228).
- Pietro Sasso
- Bertrannus, legado papal en Alemania.
- Rainiero Capocci, O.Cist., legado papal en Lombardía.

## Elección de Honorio III
Los cardenales se reunieron en Perugia dos días después de la muerte de Inocencio III. Se deliberó a puerta cerrada, aunque no está claro si voluntariamente o bajo presión de las autoridades locales. Se decidió elegir al nuevo Papa por compromissum, es decir, no por todo el Colegio cardenalicio, sino por la comisión de algunos de ellos, facultada por el resto de nombrar al nuevo Pontífice. Esta vez, el comité incluyó sólo dos cardenales-obispos: Ugolino de Ostia y Guido de Palestrina. Ese mismo día, se eligió al cardenal Cencio, llamado Camerario, de 68 años, quien aceptó su elección y tomó el nombre de Honorio III.